# Viktor Paggio
Viktor Paggio (* 12. srpna 1981) je český občanský aktivista a politik s italskými předky. Od května 2010 do srpna 2013 byl poslancem Parlamentu České republiky. Byl zvolen za politickou stranu Věci veřejné, v dubnu 2012 ohlásil konec svého členství a svou asociaci s politickou platformou Karolíny Peake. Poté, co se stal členem strany LIDEM, byl na ustavujícím sněmu v Brně 3. listopadu 2012 zvolen jejím místopředsedou. O dva měsíce později ale funkci složil, protože nesouhlasil s tím, aby LIDEM odvolaly svůj pokyn ministrům podat demisi.

## Vzdělání
Vystudoval Fakultu mezinárodních vztahů na VŠE v Praze. Studoval i na Università Degli Studi Di Bologna.

## Politika

### Veřejné funkce
Ve sněmovních volbách 28. a 29. května 2010 byl zvolen do Poslanecké sněmovny PČR za Jihočeský kraj, kde strana VV získala 10,66 % hlasů.
V Poslanecké sněmovně ČR byl členem Výboru pro evropské záležitosti. Byl členem Výboru pro obranu, ale ten opustil a 9. února 2012 zaujal místo v Ústavně právním výboru. Od 9. listopadu 2012 byl do konce mandátu členem Organizačního výboru.

### Strana LIDEM
17. dubna 2012 oznámila poslankyně VV Karolína Peake, že ze strany odchází a zakládá novou politickou platformu. Viktor Paggio byl mezi prvními, kteří se přidali na její stranu. 3. listopadu téhož roku byl nominován na místopředsedu nové strany, jež mezitím dostala název LIDEM. Tuto funkci opustil 3. ledna 2013. Nesouhlasil s tím, aby strana LIDEM měnila názor a přestože před Vánoci oznámila odchod z koalice, pokračovala v jednání s koaličními partnery. Členem i poslancem strany ale nadále zůstal.
Poté, co se sněmovna hlasováním ze dne 20. srpna 2013 sama rozpustila (pro rozpuštění hlasoval i Paggio), plánoval pracovat jako poradce italských firem, podnikajících v Česku. Ve volbách do Poslanecké sněmovny Parlamentu České republiky v roce 2013 kandidoval, stejně jako jeho kolegyně z LIDEM Dagmar Navrátilová, za Stranu soukromníků České republiky, kde byl na posledním místě pražské kandidátky.

### Témata jako politik
Podle osobních stránek se zajímá mimo jiné o evropskou agendu a rozvojovou pomoc.

#### České právo
Na plénu sněmovny se vyjadřoval k problematice rozhodčího řízení a podílel se na novele zákona o rozhodčím řízení, které média komentovala jako posílení pozice občana ve spotřebitelských smlouvách. Byl zastáncem veřejného seznamu rozhodců pro spotřebitelské spory vedeného Ministerstvem spravedlnosti, ze kterého budou rozhodci opakovaně porušující pravidla vyškrtáváni. Ústavně-právní výbor PSP ČR na svém zasedání v říjnu 2010 přijal pozměňovací návrh Mgr. Jany Suché, který by do novely zákona tento seznam zavedl.
Zabýval se problematikou exekucí, do novely zákona o exekucích projednávané sněmovním Ústavně právním výborem prosadil možnost sloučení bagatelních pohledávek do 10 tisíc korun vedených u více exekutorů nebo prodloužení doby pro dobrovolnou úhradu exekuce výměnou za odpuštění poloviny nákladů exekutora z 15 na 30 dnů. Neúspěšně prosazoval i krajskou územní působnost exekutorů.
Při projednávání vládního návrhu katastrálního zákona se na půdě Poslanecké sněmovny v květnu 2013 postavil proti pozměňovacímu návrhu, který ukládal občanům bez právního vzdělání povinnost nechat si při vkladovém řízení sepsat vkladovou listinu advokátem. Návrh nebyl přijat.
Byl zastáncem práva homosexuálním párů na adopce dětí a stav, kdy je právo neumožňuje, označil za protiústavní. Spolu s dalšími poslanci si osvojil návrh občanského sdružení PROUD, který by homosexuálům umožnil osvojit si potomka svého registrovaného partnera. V květnu 2014 za skupinu dvaceti poslanců, kteří návrh novely podali, převzal cenu bePROUD za počin roku.
V červnu 2013 předložil návrh zákona o toleranci poskytování sexuálních služeb, který podle důvodové zprávy klade důraz na „rozlišení dobrovolné a nedobrovolné prostituce a následnou redefinici kuplířství, pravomoc samospráv regulovat prostituci vlastní normotvorbou a řešit tak situaci ‚na míru‘ tomu kterému území, zdravotní ochranu prostitutů a prostitutek“. Výkonná ředitelka nevládní organizace Rozkoš bez Rizika Lucie Šídová návrh komentovala „vnímáme ho jako ochranu žen, destigmatizaci žen a uzákonění tohoto povolání jako morálního“.

#### Životní prostředí
Je členem platformy ŠumavaPro a jedním z prvních signatářů Výzvy k záchraně Národního parku Šumavy, ke které se připojilo množství nevládních organizací včetně Zeleného kruhu, České společnosti ornitologické, Hnutí DUHA, Přátel Šumavy a dalších. Po blokádě ekologických aktivistů v lokalitě Ptačího potoka v létě 2011 se postavil na jejich stranu a svém blogu vyzýval k respektování názorů odborníků zastoupených ve Stínové vědecké radě parku. Je členem České společnosti ornitologické, v únoru 2012 se zúčastnil vyhlášení akce Pták roku, kterým se stal tetřev hlušec žijící na Šumavě. „Mám úctu k odborníkům a ochráncům prostředí, kteří do debaty o podobě zákona NP Šumava rozhodně patří. Národní park Šumava se musí stát místem, kde je na prvním místě ochrana přírody a kde se dobře žije i místním. Že to vůbec není v rozporu, vidíme za hranicemi v Národním parku Bavorský les.“ V únoru 2013 ostře kritizoval zákon o Národním parku Šumava z dílny Plzeňského kraje, o kterém mimo jiné prohlásil „Tento návrh považuji za špatný, legislativně naprosto nevyhovující. De facto by znamenal likvidaci národního parku, přesněji řečeno jeho přeměnu na lunapark“

#### Vyrovnání se s komunistickou minulostí
Byl jedním z předkladatelů tzv. „zákona o třetím odboji“, tedy zákona o účastnících protikomunistického odboje a odporu proti komunismu, v dubnu 2012 se účastnil prvního předávání osvědčení jeho příslušníkům. Byl jedním z předkladatelů návrhu, který mezi významné české dny zařadil 16. leden jako Den památky Jana Palacha.

#### Evropská agenda
V květnu 2012 se jako člen Výboru pro evropské záležitosti na plénu sněmovny vyslovil proti přijetí evropské smlouvy o rozpočtových pravidlech (tzv. fiskálního kompaktu), naopak podpořil ratifikaci změny článku 136 Lisabonské smlouvy, která členům eurozóny dovoluje vytvořit Evropský stabilizační mechanismus.
V září 2012 kritizoval chystaný návrh místopředsedkyně Evropské komise na zavedení tzv. ženských kvót. 6. prosince 2012 byl při projednávání „Návrhu směrnice Evropského parlamentu a Rady o zlepšení genderové vyváženosti mezi členy dozorčí rady/nevýkonnými členy správní rady společností kotovaných na burzách a o souvisejících opatřeních“ poslaneckou sněmovnou určen zpravodajem Výboru pro evropské záležitosti. Výbor přijal usnesení, že „je toho názoru, že případné stanovení právně závazných kvót představuje mimořádné a krajní řešení, které může být přijato pouze po důkladné diskuzi na půdě národních parlamentů, a ke kterému lze přistoupit pouze v případě, kdy všechna ostatní opatření založená na principu dobrovolnosti selhala.“ a vyzval vládu, aby s návrhem směrnice vyslovila na jednání Rady EU nesouhlas. Výbor také k návrhu směrnice přijal odůvodněné stanovisko a upozornil na rozpor s principem subsidiarity - vyjádřil tak názor, že by podobná opatření neměla nařizovat EU, ale měly by o nich rozhodovat členské státy. Na 1. konferenci národního fóra o budoucnosti Evropské unie uvedl, že prosazovat národní zájmy je nejen legitimní, ale i prospěšné,“ a jako stěžejní priority ČR v rámci EU uvedl vůli prohloubit vnitřní trh a zlepšit národní infrastrukturu.

#### Ochrana osobních údajů a kybernetická bezpečnost
V září 2012 jako člen podvýboru pro elektronické komunikace podal na Úřad na ochranu osobních údajů podnět, ve kterém žádal vyšetřit, zda se Google v minulosti v Česku dopustil šmírování wifi sítí během fotografování ulic pro službu StreetView. Firma následně údaje smazala a informovala o tom i ÚOOÚ.
Ve Výboru pro obranu a bezpečnost se zabýval tematikou kybernetické bezpečnosti. „Pravděpodobnost, že se Česká republika stane cílem kybernetického útoků, je stokrát vyšší, než že sem v nejbližších deseti letech vjedou cizí tanky. Proto musíme být připraveni.“ K tématu na půdě sněmovny proběhl seminář pod jeho záštitou a dále se k němu vyjadřoval.

## Zajímavosti
V listopadu 2012 ve druhé fázi umělecké akce nazvané „Morální reforma“ české diverzně-umělecké skupiny Ztohoven umělci vystavili velikou tabuli s telefonními čísly politiků, členů vlády a prezidenta Václava Klause v pražské galerii Dox. Poslanec Paggio se rozhodl dílo doplnit a před tabuli s telefonními čísly poslanců a prezidenta ve výstavní síni DOX umístil malířský stojan s cedulí, na které je vytištěná jedna z vulgárních SMS, která mu přišla. Celou akci natočil na video,, ve kterém mimo jiné prohlásil: „…jeden moudrý muž kdysi řekl, že politické strany nemohou být lepší než průměr jejich voličů." Ve videu také vyzval členy skupiny Ztohoven, aby výstavu doplnili o svá telefonní čísla. Ti je později skutečně zveřejnili na svých webových stránkách. Paggiova tabule s vytištěnou vulgární SMS byla v galerii ponechána, opatřena popiskem a stala se součástí výstavy. 5. prosince 2012 se Paggio zúčastnil diskusního panelu o kontroverzním projektu za účasti členů umělecké skupiny, sociologa, zástupců novinářů a kurátora výstavy.
Ve volném čase se věnuje malování, obraz s názvem „Záhadná opice“ byl v září 2013 dražen českobudějovickou aukční síní.
Viktor Paggio byl doposud členem parlamentní skupiny přátel Itálie. Z otcovy strany má italské kořeny.
Podle statistik hlasování Poslanecké sněmovny se za celé volební období 2010-2013 zúčastnil 92,1% hlasování.